# Arnaldo Silva
Arnaldo Silva (1. únor 1944, Bissau - 24. května 1999) byl portugalský fotbalista původem z Guineje-Bissau, záložník.

## Fotbalová kariéra
Začínal v GD Fabril Barreiro. Dále hrál portugalskou ligu i za Leixões SC, CD Montijo, FC Barreirense a Amora FC, nastoupil ve 343 ligových utkáních a dal 57 gólů. Kariéru zakončil v nižších soutěžích v týmech  Estrela de Vendas Novas a Seixal FC. V Poháru UEFA nastoupil ve 4 utkáních. Za portugalskou reprezentaci nastoupil v roce 1974 v přátelském utkání s Anglií. 

## Ligová bilance
| Ročník                        | Zápasy | Góly | Klub               |
| ----------------------------- | ------ | ---- | ------------------ |
| 1. portugalská liga 1963/1964 | 12     | 4    | GD Fabril Barreiro |
| 1. portugalská liga 1964/1965 | 4      | 1    | GD Fabril Barreiro |
| 1. portugalská liga 1966/1967 | 20     | 1    | Leixões SC         |
| 1. portugalská liga 1968/1969 | 26     | 2    | GD Fabril Barreiro |
| 1. portugalská liga 1969/1970 | 25     | 2    | GD Fabril Barreiro |
| 1. portugalská liga 1970/1971 | 24     | 3    | GD Fabril Barreiro |
| 1. portugalská liga 1971/1972 | 29     | 7    | GD Fabril Barreiro |
| 1. portugalská liga 1972/1973 | 30     | 4    | GD Fabril Barreiro |
| 1. portugalská liga 1973/1974 | 29     | 13   | GD Fabril Barreiro |
| 1. portugalská liga 1974/1975 | 30     | 4    | GD Fabril Barreiro |
| 1. portugalská liga 1975/1976 | 27     | 4    | GD Fabril Barreiro |
| 1. portugalská liga 1976/1977 | 28     | 1    | CD Montijo         |
| 2. portugalská liga 1977/1978 | -      | -    | FC Barreirense     |
| 1. portugalská liga 1978/1979 | 29     | 8    | FC Barreirense     |
| 2. portugalská liga 1979/1980 | 34     | 15   | Amora FC           |
| 1. portugalská liga 1980/1981 | 30     | 3    | Amora FC           |
| 2. portugalská liga 1981/1982 | 26     | 5    | FC Barreirense     |
| CELKEM 1. portugalská liga    | 343    | 57   |                    |